# Орден Богдана Хмельницкого (Украина)

Герб Зиновия «Богдана» Хмельницкого, гетмана Украины

Орден Богдана Хмельницкого (укр. Орден Богдана Хмельницького) — государственная награда Украины для награждения граждан Украины за особые заслуги в защите государственного суверенитета, территориальной целостности, укреплении обороноспособности и безопасности Украины.

## История учреждения ордена
Накануне празднования 50-й годовщины Победы в Великой Отечественной войне президент Украины учредил орден Богдана Хмельницкого, названный в честь руководителя национально-освободительной борьбы украинского народа XVII столетия.
- 3 мая 1995 года Указом президента Украины Л. Д. Кучмы № 344/95 учреждён знак отличия Президента Украины «Орден Богдана Хмельницкого» I, II, III степени. Указом также утверждены Устав знака отличия и описание знаков ордена.
- 7 мая 1995 года состоялось первое вручение ордена III степени — первые знаки ордена президент вручил дважды Героям Советского Союза генералам авиации Александру Молодчему и Анатолию Недбайло, Герою Социалистического Труда, полному кавалеру ордена Славы Максиму Величко и другим ветеранам.
- 16 марта 2000 года Верховная Рада Украины приняла Закон Украины «О государственных наградах Украины», которым была установлена государственная награда Украины — орден Богдана Хмельницкого I, II, III степени. Законом было предусмотрено, что его действие распространяется на правоотношения, связанные с награждением лиц, удостоенных знаков отличия президента Украины. Президенту было рекомендовано привести свои решения в соответствие с принятым Законом.
- 30 января 2004 года Указом президента Украины № 112/2004 был признан утратившим силу предыдущий Указ № 344/95; утверждены новый Устав ордена Богдана Хмельницкого и новое описание знаков ордена.

## Награждение ветеранов
Указом президента Украины Л. Д. Кучмы № 1329/99 от 14 октября 1999 года в ознаменование 55-й годовщины освобождения Украины от фашистских захватчиков, за мужество и самоотверженность, проявленные в борьбе с фашизмом в годы Великой Отечественной войны 1941—1945 годов было постановлено наградить знаком отличия президента Украины «Орден Богдана Хмельницкого» (в соответствии с действовавшим статутом 1995 года — III степени):
- Героев Советского Союза — участников Великой Отечественной войны;
- лиц, награждённых орденом Славы трёх степеней;
- лиц, награждённых четырьмя и более медалями «За отвагу»;
- лиц офицерского состава — участников боевых действий в Великой Отечественной войне.

Указом президента Украины Л. Д. Кучмы № 1314/2003 от 18 ноября 2003 года в дополнение указа № 1329/99 было постановлено наградить орденом Богдана Хмельницкого:
- лиц командного и руководящего состава партизанских отрядов, соединений и подпольных организаций — участников боевых действий в Великой Отечественной войне.

Указом президента Украины В. А. Ющенко № 161/2006 от 28 февраля 2006 года было распространено действие указа № 1329/99 в части награждения орденом Богдана Хмельницкого:
- участников боевых действий в войне 1945 года с империалистической Японией.

## Положение о награде
Утверждено Указом президента Украины № 112/2004
1. Орден Богдана Хмельницкого установлен для награждения граждан Украины за особые заслуги в защите государственного суверенитете, территориальной целостности, в укреплении обороноспособности и безопасности Украины. 

2. Орден Богдана Хмельницкого имеет три степени: 

- Орден Богдана Хмельницкого I степени,
- Орден Богдана Хмельницкого II степени,
- Орден Богдана Хмельницкого III степени.

Высшей степенью ордена является I степень.
Награждения орденом Богдана Хмельницкого производятся последовательно, начиная с III степени. 

3. Орденом Богдана Хмельницкого І степени награждаются военнослужащие и работники Вооружённых Сил Украины, прочих военных формирований, созданных в соответствии с законами Украины, а также прочие лица за проявленные особенные заслуги в защите государственного суверенитета, территориальной целостности, в укреплении обороноспособности и безопасности Украины. 

4. Орденом Богдана Хмельницкого ІI степени награждаются военнослужащие и работники Вооружённых Сил Украины, прочих военных формирований, созданных в соответствии с законами Украины, и прочие лица за особую храбрость, самоотверженность и мужество, проявленные в укреплении обороноспособности и безопасности Украины;
участники боевых действий в период Великой Отечественной войны 1941—1945 годов в ознаменование Победы в Великой Отечественной войне. 

5. Орденом Богдана Хмельницкого ІІІ степени награждаются военнослужащие и работники Вооружённых Сил Украины, прочих военных формирований, созданных в соответствии с законами Украины, и прочие лица за безупречные выполнения воинских и служебных обязанностей, проявленную при этом доблесть и честь. 

6. Награждения орденом Богдана Хмельницкого производятся указом Президента Украины. 

7. Награждения орденом Богдана Хмельницкого может быть произведено посмертно. 

8. Награждённый орденом Богдана Хмельницкого именуется рыцарем ордена Богдана Хмельницкого. 

9. Представление к награждению орденом Богдана Хмельницкого и вручение этой награды производится в соответствии с Порядком представления к награждению и вручению государственных наград Украины, утверждённого Указом Президента Украины от 19 февраля 2003 года № 138. 

11. Лица, награждённые орденом Богдана Хмельницкого, обязаны ответственно относится к сохранению знаков ордена и орденской книжки. В случае утраты (порчи) знака ордена и орденской книжки награждённому могут быть выданы их дубликаты, если Комиссией государственных наград и геральдики при Президенте Украины будет установлено, что утрата (порча) знака ордена и орденской книжки произошли в случае стихийного бедствия, боевых действий или иных причин, которые не зависели от награждённого. 

12. После смерти награждённого орденом Богдана Хмельницкого, при наличии наследников, знак ордена и орденская книжка остаются в семье умершего как память. 

13. По согласию наследников знак ордена Богдана Хмельницкого и орденская книжка могут быть переданы на временное или постоянное хранение музеям. Знак ордена Богдана Хмельницкого и орденская книжка передаются музеям на основании решения Комиссии государственных наград и геральдики при Президенте Украины при наличии соответствующего ходатайства руководства музея. 

14. В случае отсутствия у умершего, награждённого орденом Богдана Хмельницкого, наследников знак ордена и орденская книжка должны быть переданы на хранение Комиссии государственных наград и геральдики при Президенте Украины. 

15. Похороны кавалера ордена Богдана Хмельницкого осуществляются с воинскими почестями.

## Описание

### Орден Богдана Хмельницкого I степени
Знак ордена Богдана Хмельницкого І степени изготовляется из серебра и имеет форму выпуклой многолучевой звезды с наложенным на неё крестом. Крест покрыт темно-красной эмалью, из-под него расходятся два скрещённые меча, остриём вверх. Посредине знака, в круге, обрамленном венком из дубовых листьев, — изображение геральдической фигуры «Абданк» — герба гетмана Богдана Хмельницкого. Лучи звезды, пружки креста, мечи, венок — позолоченные, элементы фигуры «Абданк» — из жёлтой и белой эмали. Все изображения -рельефные.
Размер знака между противоположными концами креста — 50 мм.
В верхнем луче креста есть ушко, сквозь которое протягивается лента для ношения знака ордена на шее.
На обратной стороне знака выгравирован порядковый номер ордена.

### Орден Богдана Хмельницкого II степени
Знак ордена Богдана Хмельницкого II степени такой же, как и знак ордена Богдана Хмельницкого І степени, но лучи звезды и мечи — серебряные. Размер знака между противоположными концами креста — 45 мм.
На обратной стороне знака — застёжка для прикрепления ордена к одежде.

### Орден Богдана Хмельницкого III степени
Знак ордена Богдана Хмельницкого III степени такой же, как и знак ордена Богдана Хмельницкого І степени, но изготовляется из нейзильбера. Размер знака между противоположными концами креста — 45 мм.
Лента ордена Богдана Хмельницкого — шёлковая муаровая темно-красного цвета с продольными полосками:
- для І степени — с одной золотистой посредине. Ширина ленты — 45 мм, ширина золотистой полоски — 10 мм;
- для II степени — с белой посредине, синей и золотистой — по бокам. Ширина ленты — 24 мм, ширина белой полоски — 4 мм, синей и золотистой — по 2 мм каждая;
- для III степени — с золотистой посредине, синей, золотистой, белой — по бокам. Ширина ленты — 24 мм, ширина золотистой полоски посредине — 4 мм, синей, золотистой, белой по бокам — по 2 мм каждая.

Планка ордена Богдана Хмельницкого представляет собой прямоугольную металлическую пластинку, обтянутую соответствующей лентой. Размер планки: высота — 12 мм, ширина — 24 мм.
На ленте накладной крест с изображением геральдической фигуры «Абданк»:
- I степени — позолоченный,
- II степени — посеребрённый,
- III степени — бронзовый.

## Порядок ношения
- Орден Богдана Хмельницкого І степени носится на шейной ленте ниже ордена «За заслуги» І степени.
- Орден Богдана Хмельницкого ІІ, ІІІ степени носится на правой стороне груди.